# Piekielnicka
Piekielnicka, Piekielnicka Góra (1122 m) – szczyt w Paśmie Policy, które w regionalizacji fizycznogeograficznej Polski według Jerzego Kondrackiego zaliczane jest do Beskidu Żywieckiego, w nowszej regionalizacji z 2018 roku do Beskidu Żywiecko-Orawskiego. Znajduje się na zachodnim krańcu tego pasma, między szczytami Brożki (1235 m) i Głowniak (1092 m). Na mapie Compassu ma nazwę Wyżni Syhlec i wysokość 1121 m, tak samo w przewodniku turystycznym. Na mapie Compassu nazwa Wyżni Syhlec odnosi się do wschodniego zbocza Piekielnickiej Góry.
Piekielnicka Góra jest porośnięta lasem. Pomiędzy nią a Brożkami znajduje się miejsce zwane Mogiłą, które wzięło swoją nazwę od symbolicznego grobu usypanego w miejscu tragicznej śmierci kobiety z Ochlipowa. Zamarzła podczas śnieżnej zamieci, która dopadła ją tutaj, gdy wracała z odpustu w Zawoi. Na miejscu jej śmierci ułożono kopczyk z kamieni, który później powiększał się, gdyż przechodzący tędy dokładali następne kamienie. Z czasem jednak ścieżka zanikła, a kopczyk stał się niemożliwy do znalezienia lub zniszczony między wykrotami drzew. Nieopodal Mogiły stał niegdyś drewniany schron robotników leśnych „Chatka nad Mogiłą”.
Piekielnicka znajduje się w granicach wsi Zubrzyca Górna w województwie małopolskim, w powiecie nowotarskim, w gminie Jabłonka

## Szlaki turystyczne
Główny Szlak Beskidzki, odcinek: przełęcz Krowiarki – Syhlec – Głowniak – Piekielnicka – Brożki – Pólko – Kiczorka – Polica – Cupel – Jasna Grapa – Kocia Łapa – Kucałowa Przełęcz. Suma podejść 520 m, suma zejść 360 m, czas przejścia 2:45 godz., z powrotem 2:30 godz.